# Ряд Ліувілля — Неймана
Ряд Ліуві́лля — Не́ймана в інтегральному численні — нескінченний ряд, що відповідає розв'язку інтегрального рівняння Фредгольма з неперервним малим ядром. Названий за іменами Жозефа Ліувілля і Карла Неймана.

## Отримання ряду
Шукатимемо розв'язок рівняння Фредгольма
{\displaystyle u(x)=\lambda \int \limits _{G}K(x,\;y)u(y)\,dy+f(x)}
методом послідовних наближень, поклавши {\displaystyle u^{(0)}(x)=f(x)}:
{\displaystyle u^{(p)}(x)=\lambda \int \limits _{G}K(x,\;y)u^{(p-1)}(y)\,dy+f(x)=\lambda (Ku^{(p-1)})(x)+f(x),\quad p=1,\;2,\;\ldots }
Останній вираз у формулі є операторним записом інтеграла. Методом математичної індукції перевіряється така рівність:
{\displaystyle u^{(p)}=\sum _{k=0}^{p}\lambda ^{k}(K^{k}f)(x),\quad p=0,\;1,\;\ldots }
Функція {\displaystyle (K^{p}f)(x)} називають ітераціями. Можна показати, що всі ітерації неперервні й обмежені на {\displaystyle G}:
{\displaystyle \|K^{p}f\|_{C}=\|K(K^{p-1}f)\|_{C}\leqslant M\mathrm {mes} \,G\|K^{p-1}f\|_{C}\leqslant \ldots \leqslant (M\mathrm {mes} \,G)^{p}\|f\|_{C},\quad p=0,\;1,\;\ldots ,}
де {\displaystyle \mathrm {mes} \,G} — міра множини {\displaystyle G}, а {\displaystyle M=\max _{G}|K(x,\;y)|}.
З цієї оцінки випливає, що ряд
{\displaystyle \sum _{k=0}^{\infty }\lambda ^{k}(K^{k}f)(x),\quad x\in G,}
називаний рядом Ліувілля — Неймана, мажорується числовим рядом
{\displaystyle \|f\|_{C}\sum _{k=0}^{\infty }|\lambda |^{k}(M\mathrm {mes} \,G)^{k}={\frac {\|f\|_{C}}{1-|\lambda |M\mathrm {mes} \,G}},}
який збігається в крузі {\displaystyle |\lambda |<1/(M\mathrm {mes} \,G)}, тому за таких {\displaystyle \lambda } ряд Ліувілля — Неймана збігається регулярно (абсолютно і рівномірно). Це означає, що послідовні наближення {\displaystyle u^{(p)}(x)} при {\displaystyle p\to \infty } рівномірно прямують до шуканої функції {\displaystyle u(x)}.